# Otto von Beust
Florentin Karl Wilhelm Otto von Beust (* 10. April 1799 in Wassertrüdingen; † 29. Oktober 1864 in Würzburg) war Generalmajor der königlich-bayerischen Armee.
Otto von Beust stammte aus dem altmärkischen Uradelsgeschlecht derer von Beust. Er heiratete 1839 in Grundlach Regina verw. Kirchdorffer, geb. Degen. Aus dieser Ehe ging der Sohn Otto von Beust hervor (* 1842).